# Paul Rosenmöller
Paul Rosenmöller (Den Helder, 11 mei 1956) is een Nederlands politicus en bestuurder. Hij was van 1989 tot 2003 lid van de Tweede Kamerfractie voor GroenLinks en van 1994 tot eind 2002 fractievoorzitter van die partij. Sinds 11 juni 2019 is hij lid van de Eerste Kamer en sinds 13 juni 2023 fractievoorzitter van de GroenLinks-PvdA-fractie. Daarnaast was hij voorzitter van de VO-raad en heeft hij diverse andere bestuursfuncties.

## Levensloop

### Studie- en vakbondstijd

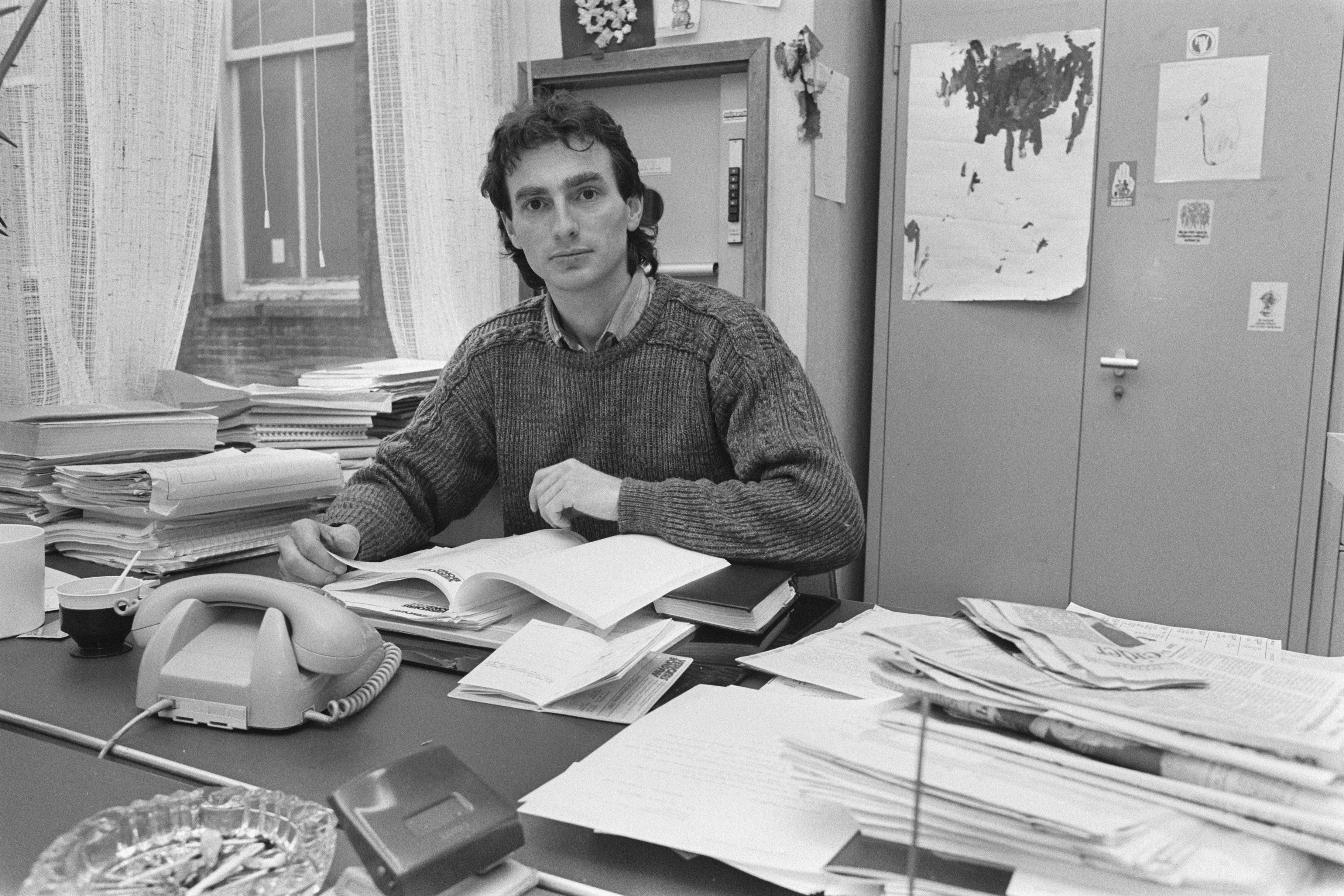
Rosenmöller in zijn vakbondstijd

Paul Rosenmöller werd in 1956 geboren in een gezin van katholieke signatuur; zijn vader was directeur en grootaandeelhouder bij het Vroom & Dreesmann-concern. Nadat hij zijn atheneum-b aan Lyceum Sancta Maria in Haarlem had afgerond in 1974, ging hij sociologie studeren. In 1978 stopte hij met studeren en ging hij ideologisch bevlogen in de haven van Rotterdam werken.  Hij werkt onder andere als stuwer bij Müller Thomson in Rotterdam. In 1985 kwam hij als districtsbestuurder in dienst van de Vervoersbond FNV in Rotterdam. Van die bond was hij daarvoor al, sinds 1979, kaderlid geweest. Als vakbondsbestuurder onderhandelde hij met werkgeversorganisatie VNO-NCW en was hij woordvoerder bij verschillende stakingsacties. Hiermee verwierf hij nationale bekendheid.

### Periode bij Groep Marxisten-Leninisten
Van 1976 tot 1982 was Rosenmöller lid van de maoïstische Groep Marxisten-Leninisten/Rode Morgen (GML). Tussen 1981 en 1982 was Rosenmöller bovendien bestuurslid bij de GML. De GML streefde naar een communistische staat in Nederland en sympathiseerde met diverse communistische regimes in het buitenland, zoals dat van China, Albanië en dat van de Rode Khmer in Cambodja. Onder meer HP/De Tijd en Villamedia bekritiseerden Rosenmöller meer dan twintig jaar later om zijn communistische verleden. Hierbij werden met name de geweldbereidheid van de GML belicht en ook de sympathie die openlijk werd beleden met communistische dictaturen die toen al berucht waren om hun mensenrechtenschendingen. Later heeft Rosenmöller afstand genomen van zijn communistische verleden, en noemde hij het een jeugdzonde. Hij heeft echter geen spijtbetuiging aangeboden. 

### Politieke carrière
In 1989 trad hij toe tot de Tweede Kamer voor GroenLinks, dat in datzelfde jaar was opgericht als een fusie van vier kleine linkse partijen (PPR, PSP, CPN en EVP). Rosenmöller was de eerste onafhankelijke kandidaat op de lijst, hij was geen lid van een van de vier fusiepartijen. In 1993 was hij, samen met Leoni Sipkes kandidaat voor een duo-lijsttrekkerschap in een intern referendum. Zij werden verslagen door het duo Mohamed Rabbae/Ina Brouwer. De partij verloor bij de verkiezingen van 1994 een zetel. Rosenmöller volgde Rabbae en Brouwer op als politiek leider van GroenLinks.
Als partijleider groeide Rosenmöller volgens sommigen uit tot onofficieel oppositieleider tegen het eerste en het tweede paarse kabinet. Het veel grotere CDA dat tot dan toe steeds deel uit had gemaakt van regeringscoalities, had meer moeite de nieuwe rol van oppositiepartij op zich te nemen. Rosenmöllers partij won bij de verkiezingen van 1998 zes zetels en kwam daarmee uit op elf zetels. In dat jaar ontving Rosenmöller de Thorbeckeprijs, een prijs voor politieke welsprekendheid. Tom van der Lee, de politiek coördinator en hoofd voorlichting van de GroenLinks-fractie was de "belangrijkste man in het politieke leven van Paul Rosenmöller".
In 2002 was het politieke klimaat veranderd. Rosenmöller probeerde tegengas te geven bij de opkomst van Pim Fortuyn. Zo noemde hij het idee van Fortuyn het non-discriminatiebeginsel in artikel 1 van de grondwet af te schaffen een "extreemrechts" idee. GroenLinks verloor bij de verkiezingen een zetel. Na de moord op Pim Fortuyn werd Rosenmöller thuis met de dood bedreigd. Dit bleek een belangrijke reden voor hem om op 15 november 2002 aan te kondigen de politiek te verlaten. Hij werd opgevolgd door Femke Halsema.
In het parlement toonde Rosenmöller grote interesse voor de Nederlandse Antillen en de sociale participatie van migranten. Hij was naast fractievoorzitter ook woordvoerder buitenlandse zaken, financiën, verkeer en waterstaat en Antilliaanse zaken. Hij was voorzitter van de vaste commissie voor Nederlands-Antilliaanse en Arubaanse Zaken.
In 2018 werd Rosenmöller door Jesse Klaver benaderd met de vraag of hij lijsttrekker voor GroenLinks in de Eerste Kamer wil worden. Hij ging in op het aanbod en na de verkiezingen van juni 2019 werd hij fractievoorzitter van de uit acht personen bestaande fractie. Hij hoopte te bereiken wat hem en de partij tot dan toe niet was gelukt: regeren. Het partijcongres van 4 februari 2023 koos Rosenmöller opnieuw als lijsttrekker voor de Eerste Kamerverkiezingen 2023. Na deze verkiezingen werden de fracties van GroenLinks en de PvdA samengevoegd. Sinds 13 juni 2023 is Rosenmöller hiervan fractievoorzitter.

### Na(ast) de politiek

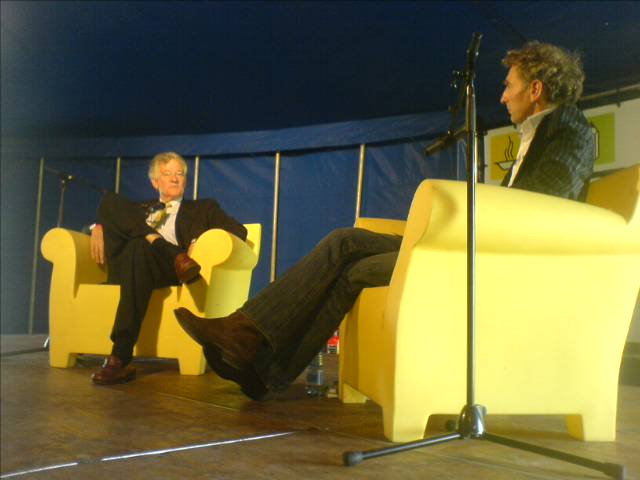
Paul Rosenmöller (rechts) interviewt Burmans.

Nadat Rosemöller de politiek (tijdelijk) heeft verlaten, heeft hij verschillende (bestuurs)functies. Zo was hij informateur van de coalitie van Rotterdam na de gemeenteraadsverkiezingen van 2018 (samen met Pieter Duisenberg). Naast zijn huidige functie van Eerste Kamerlid heeft hij nog een aantal andere bestuursfuncties. Hij kwam daarbij een aantal keren in opspraak.
Nevenfuncties door de jaren heen:
- 2003 - 2005 - voorzitter commissie Commissie participatie van vrouwen uit etnische minderheidsgroepen (PaVEM), een adviesorgaan van de overheid
- 2003 - 2013 - programmamaker bij omroep IKON (zie verderop)
- 2004 - lid commissie Jeserun, een commissie die voorstellen heeft gedaan over de bestuurlijke samenwerking tussen Nederland en de Nederlandse Antillen.[13]
- 2004 - ?? - raad van advies bij het Uitvoeringsinstituut Werknemersverzekeringen (UWV)
- 2004 - 2014 - bestuurslid Rode Kruis[14]
- 2005 - 2015 - commissaris bij schoonmaakbedrijf CSU (op voordracht ondernemingsraad)[15]
- 2006 - 2016 - voorzitter van cgg (convenant gezond gewicht) en JoGG (jongeren op gezond gewicht)
- 2007[16] - ?? - comité van aanbeveling van Peace Brigades International, afdeling Nederland
- 2007 - 2019 - commissaris Nederlandse Spoorwegen (op voordracht ondernemingsraad)[17]
- 2008 - 2015? [18] Lid Raad van Commissarissen APG (Algemene Pensioen Groep)[19]
- 2013 - 2021 - voorzitter VO-raad[20]
- 2015 - 2019 Voorzitter Raad van Toezicht AFM[21]
- 2021 - heden - lid Raad van Toezicht Scholengemeenschap Bonaire Liseo Boneriano SGB[22]
- 2021 - 2025 - lid bestuur van pensioenfonds ABP[23][24]
- 2025 - heden - Interim-voorzitter van de Raad van Toezicht van Mental Health Caribbean (MHC).[25]

Rosenmöller kwam onder meer in opspraak als voorzitter van de Commissie PaVEM. In mei 2005 lekte via de krant De Telegraaf uit dat Rosenmöller voor zijn werkzaamheden (1 dag per week) voor deze commissie, 70.000 euro per jaar ontving. Naar aanleiding van vragen in de Tweede Kamer maakte Rosenmöller bekend dat hij van de door hem ontvangen 140.000 euro 25.000 euro zou terugbetalen.
Medio juni 2007 raakt hij in opspraak omdat hij, als voorstander van de bestrijding van de "graaicultuur" en de regel dat niemand meer geld dient te verdienen dan de premier, zelf aanzienlijk meer geld en vergoedingen ontvangt uit de openbare middelen dan het loon van de minister-president, de zogeheten balkenendenorm. Het bleek dat Rosenmöller in 2004 ongeveer 200.000 euro uit publieke middelen ontving van omroep IKON, het UWV en twee ministeries, onder andere voor zijn deelname aan een werkgroep die advies uitbracht aan het kabinet over de toekomst van de Nederlandse Antillen. Dat had hij moeten melden.
Volgens Binnenlandse Zaken heeft Rosenmöller het Vergoedingenbesluit Adviescolleges overtreden, omdat hij meer verdiende dan het limietbedrag 123.113 euro. Naar aanleiding van de kritiek stortte Rosenmöller in 2007 hiervan 23.144 euro terug. Dat was het bedrag dat hij kreeg voor zijn werkzaamheden voor de commissie Jeserun.

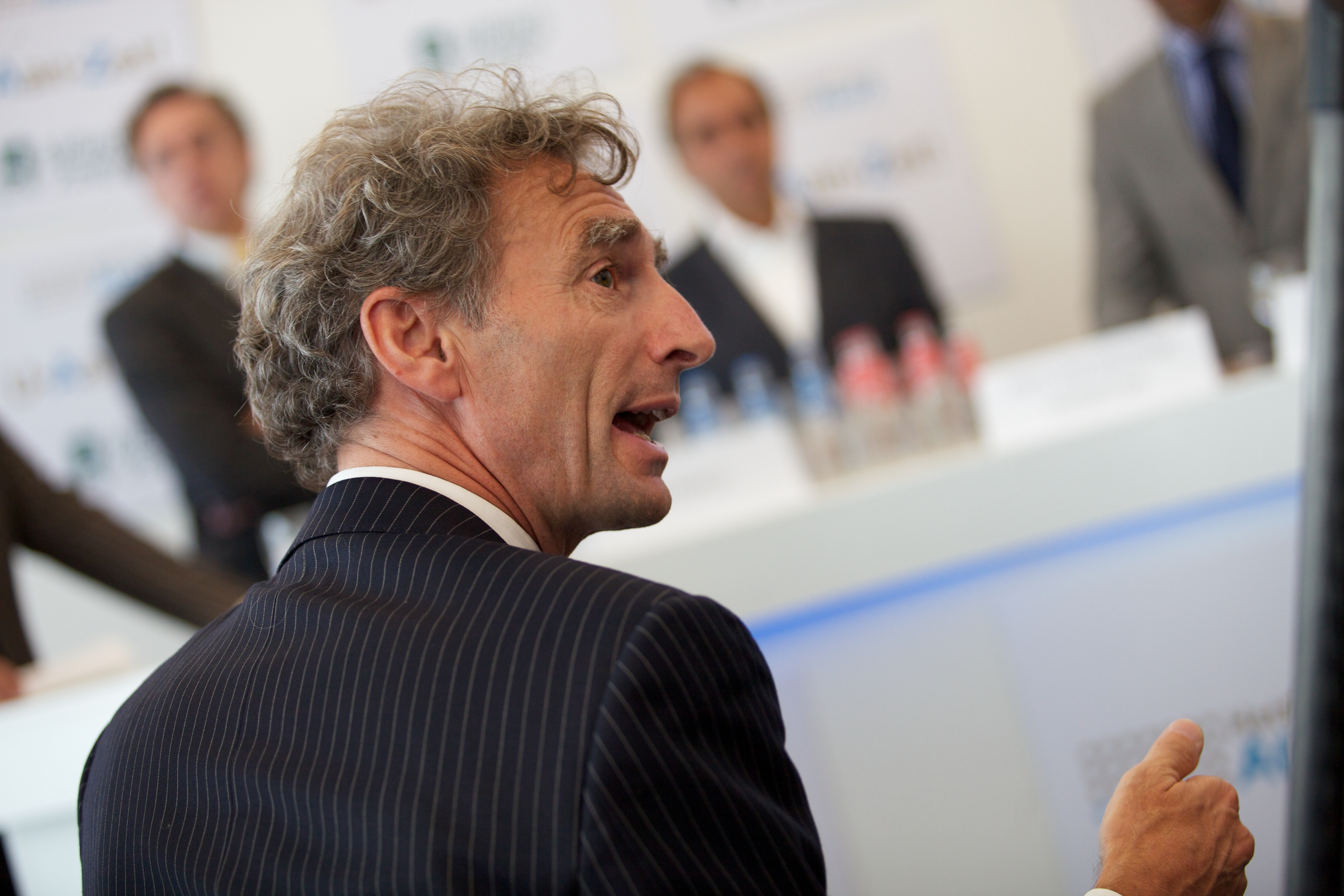
Paul Rosenmöller staat de pers te woord bij de lancering van de website U Aan Zet.

In 2010 werd Paul Rosenmöller in het programma Zembla onder vuur genomen vanwege zijn afwezigheid bij de stakingen van het schoonmaakpersoneel van het CSU. Hem werd verweten als oud-vakbondsman én als commissaris bij zowel de NS als schoonmaakbedrijf CSU die de stations en treinstellen schoonmaakt, geen enkele bemiddelende rol te hebben gespeeld. Rosenmöller weigerde in het programma te verschijnen, hij reageerde schriftelijk. Hij verweerde zich door te stellen dat hij nooit is gevraagd door de partijen. Zelf nam hij ook geen initiatief.
In 2011 werd Paul Rosenmöller aangesteld door Piet Hein Donner als commissievoorzitter die de corruptie aantijgingen aan het adres van het Curaçaose kabinet van Gerrit Schotte door de Curaçaose Centrale Bank onder leiding van Emsley Tromp moest onderzoeken. De commissie kwam tot het oordeel dat de screening van het kabinet op Curaçao onvoldoende was geweest en dat enkele ministers waarschijnlijk niet door de screening waren gekomen. Gerrit Schotte, die eerst zelf verzocht om deze commissie, deed het rapport af als zijnde gebaseerd op roddels. Helmin Wiels van de partij Pueblo Soberano noemde Rosenmöller niet-integer en onbeschoft.
Rosenmöller kwam wederom in het nieuws, toen hij in 2018 volgens De Telegraaf lobbyde voor (behoud van) een hoger salaris voor de voorzitter van de Autoriteit Financiële Markten (AFM).

### Televisie (2003-2010)

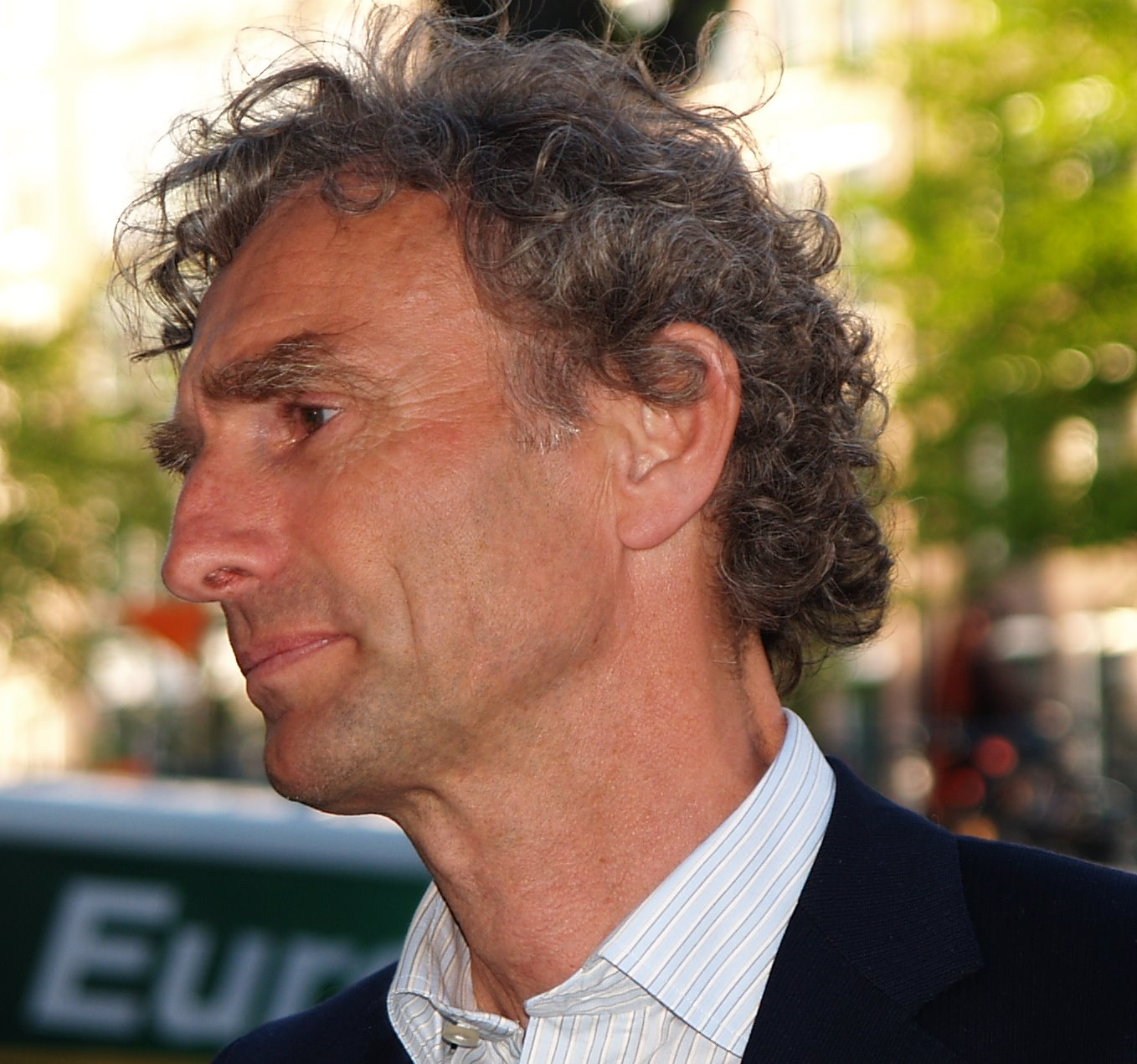
Rosenmöler in 2009

In 2003, toen hij de politiek verlaten had, werd Rosenmöller programmamaker voor de IKON. In januari 2004 presenteerde hij vijf afleveringen van het televisieprogramma Paul Rosenmöller en..., waarin hij gesprekken voerde met bekende Nederlanders (onder andere Ruud Lubbers, prinses Mabel en prinses Irene). Ook in seizoen 2005/2006 volgde een seizoen met onder meer auteur Yasmine Allas, politicus Ruud Lubbers, schaatser Bart Veldkamp en UNDP-topman en oud-politicus Ad Melkert. Vanaf juni 2004 presenteerde hij het programma Spraakmakende Zaken dat zeven seizoenen liep tot 2010 en waar met de aanwezige gast werd teruggekeken op een spraakmakend item dat te gauw weer vergeten was, maar wat de betrokken persoon altijd met zich mee zou dragen.
In 2008 vertrok Rosenmöller, in aanloop naar de Olympische Spelen, naar China voor het programma Paul Rosenmöller in... China.
In 2010 werd het IKON-programma Paul Rosenmöller en... de kracht van Afrika uitgezonden. In dit programma reisde Rosenmöller van Egypte naar Zuid-Afrika en bekeek hij de landen waar hij doorheen reisde met in het achterhoofd het WK in Zuid-Afrika. Onderwerpen die voorkwamen in het programma waren religie, politiek en levensomstandigheden van de bevolking. Vanwege de aankomende verkiezingen van 2010 presenteerde Rosenmöller het programma Paul Rosenmöller en... de lijsttrekkers, waarin hij tussen 27 mei en 4 juni 2010 de zeven lijsttrekkers van de grote partijen PvdA, SP, VVD, GroenLinks, ChristenUnie, D66 en CDA interviewde.
Na tien jaar is hij gestopt bij de (inmiddels zelf ook opgedoekte) IKON.

## Onderscheidingen
- Rosenmöller werd door Elsevier en Trouw de oppositieleider tegen Paars genoemd, hoewel tijdens de twee kabinetten-Kok niet GroenLinks maar het CDA de grootste oppositiepartij was.[32][33]
- Hij werd in 1988 verkozen tot Havenman van het jaar in Rotterdam.[34]
- Hij won in 1998 de Thorbeckeprijs voor politieke welsprekendheid.[35]
- Hij werd in 1995 verkozen tot politicus van het jaar door parlementaire journalisten.[36]
- Op 30 januari 2003 werd Rosenmöller Ridder in de Orde van Oranje-Nassau.

Ferd Crone · Mary Fiers · Roel van Gurp · Hetty Janssen · Farah Karimi · Saskia Kluit · Randy Martens · Artie Ramsodit-de Graaf · Jeroen Recourt · Daan Roovers · Paul Rosenmöller · Noortje Thijssen · Gala Veldhoen · Mei Li Vos
Theo Bovens (CDA) · 
Johan Dessing (FVD) · 
Auke van der Goot (OPNL) · 
Alexander van Hattem (PVV) · 
Tineke Huizinga (CU) · 
Rik Janssen (SP) · 
Tanja Klip-Martin (VVD) · 
Ilona Lagas (BBB) · 
Paul van Meenen (D66) · 
Annabel Nanninga (JA21) · 
Gaby Perin-Gopie (Volt) · 
Martin van Rooijen (50+) · 
Paul Rosenmöller (GL-PvdA) · 
Peter Schalk (SGP) · 
Ingrid Visseren-Hamakers (PvdD)
- Gemeinsame Normdatei: 133300315
- International Standard Name Identifier: 0000 0000 1974 4975
- Library of Congress Control Number: no2017116885
- Nederlandse Thesaurus van Auteursnamen: 119914948
- Parlement.com: vg09llqfs5zr
- Virtual International Authority File: 65192165
- WorldCat: E39PBJhRMhvdQ3Ft6wmpqPWCcP